# Palaemoninae

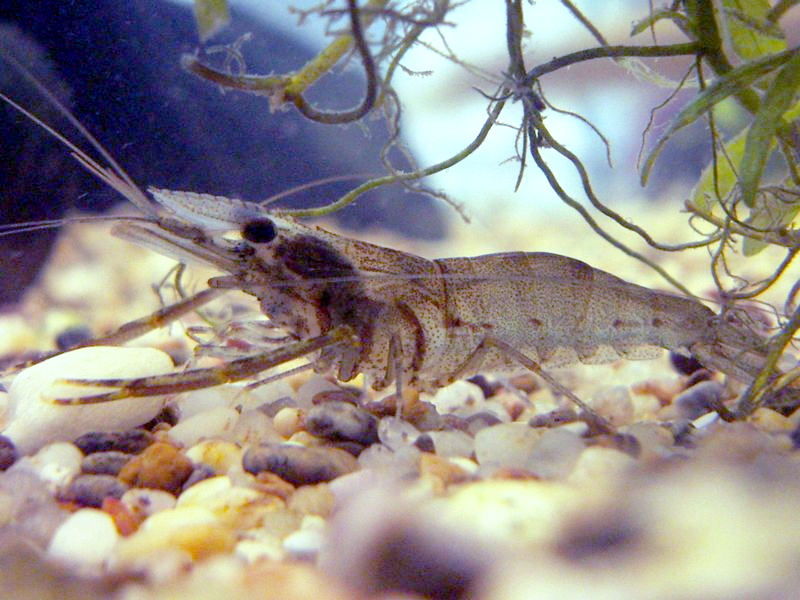
Macrobrachium formosense, o "camarão-da-formosa" (Taiwan).

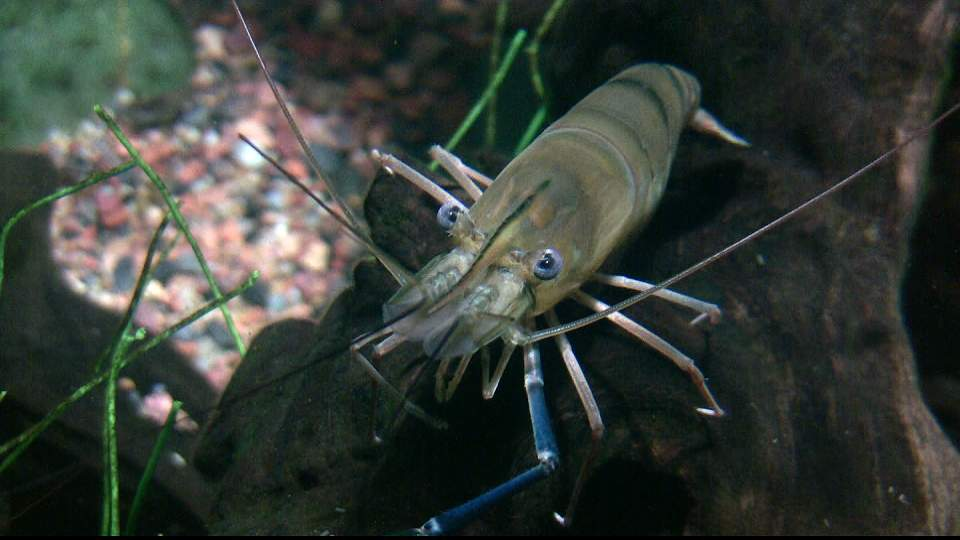
Macrobrachium rosenbergii, o "camarão-gigante-da-malásia".

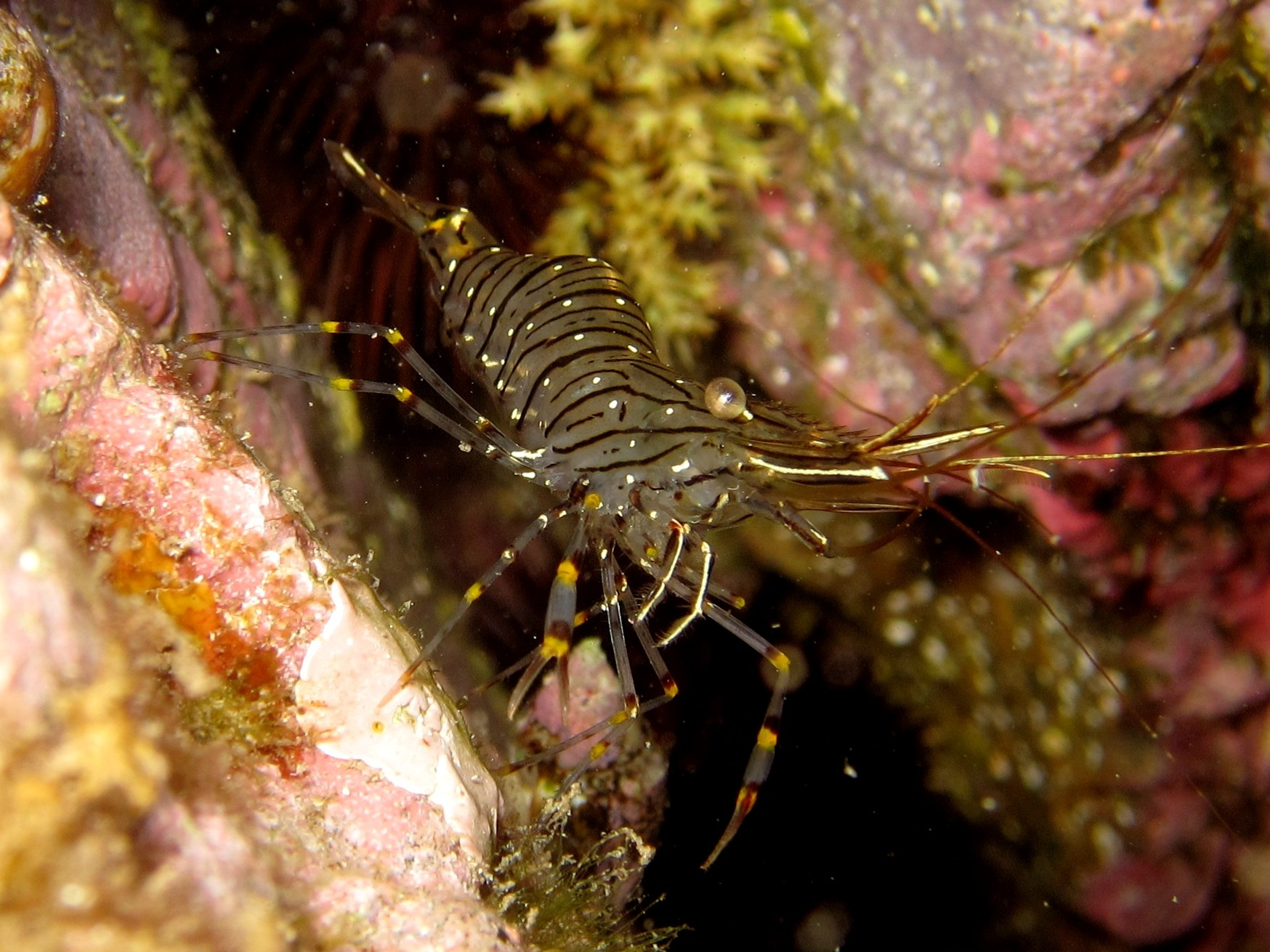
Palaemon elegans, o "camarão-elegante".

Palaemoninae é uma subfamília de crustáceos decápodes carídeos, uma das duas subfamílias nas quais se subdivide a família dos Palaemonidae, a maior delas e a única que integra espécies presentes no Atlântico nordeste. A outra subfamília, a dos Pontoniinae, inclui apenas espécies dos recifes de coral.

## Características
Os membros da subfamília Palaemoninae são maioritariamente carnívoros que se alimentam de pequenos invertebrados e de detritos de peixes e outros animais, embora também possam ingerir algas.
O agrupamento tem distribuição natural alargada, tendo espécies presentes na maioria dos habitats aquático, excepto nas águas profundas dos oceanos, estando ausentes das regiões abissal e hadal.
Os géneros mais importantes são Palaemon, que inclui a espécie Palaemon serratus, e Macrobrachium, o que alberga o maior número de espécies, entre elas algumas de interesse comercial, como Macrobrachium rosenbergii.

## Géneros
A subfamilia Palaemoninae integra os géneros seguintes:
- Alburnia † Bravi & Garassino, 1998
- Arachnochium Wowor & Ng, 2010
- Bechleja † Houša, 1957
- Beurlenia † Martins-Neto & Mezzalira, 1991
- Brachycarpus Spence Bate, 1888
- Coutierella Sollaud, 1914
- Creaseria Holthuis, 1950
- Cryphiops Dana, 1852
- Exopalaemon Holthuis, 1950
- Leander E. Desmarest, 1849
- Leandrites Holthuis, 1950
- Leptocarpus Holthuis, 1950
- Macrobrachium Bate, 1868
- Micropsalis † von Meyer, 1859
- Nematopalaemon Holthuis, 1950
- Neopalaemon Hobbs, 1973
- Palaemon Weber, 1795
- Palaemonetes Heller, 1869
- Propalaemon † Woodward, 1903
- Pseudocaridinella † Martins-Neto & Mezzalira, 1991
- Pseudopalaemon Sollaud, 1911
- Rhopalaemon Ashelby & De Grave, 2010
- Schmelingia † Schweigert, 2002
- Tenuipedium Wowor & Ng, 2010
- Troglindicus Sankolli & Shenoy, 1979
- Troglocubanus Holthuis, 1949
- Troglomexicanus Villalobos, Alvarez & Iliffe, 1999
- Urocaridella Borradaile, 1915
- Yongjiacaris † Garassino, Shen, Schram & Taylor, 2002

Porém, o Integrated Taxonomic Information System (2001), que contém dados mais antigos, só reconhece estes 9 géneros:
- Brachycarpus
- Exopalaemon
- Leander
- Leptocarpus
- Macrobrachium
- Nematopalaemon
- Palaemon
- Palaemonetes
- Urocaridella